# Lennart Grill
Hannes Lennart Grill (* 25. Januar 1999 in Idar-Oberstein) ist ein deutscher Fußballtorwart, der von 2014 bis 2020 deutscher Nachwuchsnationaltorhüter war. Er steht seit Juli 2025 bei Dynamo Dresden unter Vertrag.

## Sportlicher Werdegang

### Verein
Grill war als Jugendlicher in seiner Heimat beim SC Idar-Oberstein und bei einer Jugendspielgemeinschaft der SpVgg Nahbollenbach und des Bollenbacher SV aktiv und wechselte 2013 ins Nachwuchsleistungszentrum des 1. FSV Mainz 05.
Zur Saison 2016/17 wechselte er zum 1. FC Kaiserslautern, bei dem er zunächst zwei Jahre Stammtorwart der A-Jugend-Mannschaft war. In seiner ersten Saison wurde er mit seiner Mannschaft Vizemeister der A-Junioren-Bundesliga. 2018 erreichte Grill mit der Mannschaft das Finale des DFB-Junioren-Vereinspokals, in dem man dem SC Freiburg mit 1:2 unterlag. In dieser Zeit kam er bereits zu einigen Einsätzen für die zweite Mannschaft des FCK in der Regional- und anschließend in der Oberliga und stand am 17. Oktober 2016 zum ersten Mal als Ersatztorwart im Spieltagskader der Zweitligamannschaft.
Nach dem Abstieg des Profiteams in die 3. Liga 2018 wurde Grill Ersatztorwart hinter Jan-Ole Sievers. Im Verbandspokalspiel gegen seinen Heimatklub SC Idar-Oberstein absolvierte er das erste Pflichtspiel für die erste Mannschaft der roten Teufel. Nachdem Sievers eine Verletzung erlitten hatte, erhielt zunächst der erfahrene dritte Torwart Wolfgang Hesl den Vorzug. Nach der Winterpause wurde Grill vom neuen Cheftrainer Sascha Hildmann zum Stammtorwart erklärt und gewann im Frühjahr 2019 mit dem Team den Südwestpokal. Auch 2019/20 änderte sich nichts an seinem Status als Nummer 1; bis zur Zwangspause aufgrund COVID-19-Pandemie stand der Torhüter in allen Pflichtspielen über die volle Spielzeit zwischen den Pfosten. Nach der Wiederaufnahme des Spielbetriebs absolvierte Grill weitere sechs Ligaspiele, davon zwei zu Null, und musste aufgrund einer Gelbsperre einmal von Avdo Spahić vertreten werden. Ab dem 34. Spieltag rückte Spahić fest zwischen die Pfosten und Grill verließ bei noch zwei verbleibenden Partien vorzeitig Kaiserslautern, da sein Vertrag am 30. Juni 2020 endete.
Zur Saison 2020/21 wechselte Grill in die Bundesliga zu Bayer 04 Leverkusen; er unterschrieb im April 2020 einen bis 2024 laufenden Vertrag. Obwohl in der Fachpresse als Nummer 2 angesehen, gelang es Grill anfangs nicht, über Trainingsleistungen in die Spieltagskader zu gelangen. Die Position der Nummer 2 im Kader übernahm der in der Vorsaison agierende dritte Torhüter des Vereins, Niklas Lomb. Nachdem sich die etatmäßige Nummer 1, Lukáš Hrádecký, im Februar 2021 über einen Zeitraum von mehreren Wochen verletzt hatte, änderte sich Grills Situation im Kader für Ligaspiele. Da der Verein allerdings drei Spieler in der Transferphase im Monat zuvor verpflichtet und diesen eine Nachnominierung für den Kader in der Europa League zugestanden hatte, verlor Grill seine Mitgliedschaft im Kader für den Wettbewerb; stattdessen wurde über die B-Liste, auf der Jugendspieler eines Vereins eingetragen werden dürfen, der A-Junioren-Torhüter Marcel Johnen nominiert, der im Sechzehntelfinale des Wettbewerbs gegen den BSC Young Boys als Ersatztorhüter hinter Lomb fungierte. In der Liga hingegen war Grill Ersatzspieler. Lomb rückte in beiden Europa-League-Spielen sowie in den zwei Ligapartien, die er seit Hrádeckýs Ausfall gespielt hatte, in den Fokus, da ihm darin mehrmals vermeidbare Fehler im Torwartspiel vorgeworfen wurden. Cheftrainer Peter Bosz reagierte nach diesen vier Spielen, in denen Lomb insgesamt neun Gegentore erlitten hatte, sowie dem verbundenen Aus im internationalen Wettbewerb und setzte Grill in der Partie gegen den SC Freiburg in der Startformation ein, während Lomb auf die Bank wechselte. Die Mannschaft verlor das Ligaspiel mit 1:2. Bis zur Genesung von Hrádecký absolvierte Grill drei weitere Bundesligaspiele, in denen ihm insgesamt eine gute Leistung bescheinigt wurde.
Bayer 04 verpflichtete zu Beginn der Saison 2021/22 mit dem russischen Nationaltorhüter Andrei Lunjow einen vierten Torwart, der faktisch hinter Hrádecký die Position der Nummer zwei für das Tor der Leverkusener einnahm. In jenen Spielen, in dem der neue Cheftrainer Gerardo Seoane zwei Ersatztorhüter in den Spieltagskader berief, fand Grill im Gegensatz zu Lunjow und Lomb keine Berücksichtigung. Ende August 2021 wurde er nach Norwegen an den Erstligisten Brann Bergen verliehen, um dort Spielpraxis zu sammeln. Die Leihe endete mit dem Jahr 2021. Grill kam bis zum Ende der Eliteserien-Saison 2021 und ersetzte auf Anhieb den bisher regelmäßig eingesetzten Håkon Opdal. Grill lief 13-mal in der Liga auf; er spielte in keiner Partei zu Null und musste 20 Gegentore hinnehmen. Die Bergener, zum Zeitpunkt von Grills Wechsel nach 17 von 30 absolvierten Partien als Tabellenletzter abstiegsbedroht, verbesserten ihre Position erst am letzten Spieltag mit der Beendigung der Saison auf dem 14. Tabellenplatz, der zur Teilnahme an der Relegation gegen den Sieger der Aufstiegsrunde aus der OBOS-ligaen berechtigt. Im Spiel gegen den FK Jerv scheiterte Brann Bergen im Elfmeterschießen, Grill stieg so mit der Mannschaft in die 1. Division ab. Anschließend kehrte er nach Leverkusen zurück.
Grill profitierte mit seiner gewonnenen Spielpraxis und einer Verletzung Lunevs von einer Corona-Infektion von Hradecky, der im Ligaspiel beim BVB im Februar 2022 einmalig nicht einsatzfähig war. Grill erhielt den Vorzug vor Lomb und absolvierte das Spiel, das die Leverkusener mit 5:2 gewannen. Obwohl anschließend in jedem Spiel im Kader, kam Grill zu keinem weiteren Einsatz.
Mitte Juni 2022 vereinbarten Bayer 04 und Grill eine zweite Leihe des Spielers, diesmal zum Ligakonkurrenten 1. FC Union Berlin, für die Spielzeit 2022/23. Die Berliner verfügten zudem über eine Option für eine anschließende Festverpflichtung Grills. Diese Option wurde im März 2023 gezogen; Grill hatte bis dahin sechs Pflichtspiele für die Berliner bestritten. Für die Saison 2023/24 wurde der Torhüter an den Zweitligisten VfL Osnabrück verliehen, wo er Spielzeit sammeln sollte. In der ersten Saisonhälfte 2024/25 folgte eine weitere Leihe zu Eintracht Braunschweig. Dort war er zu Saisonbeginn Stammspieler zwischen den Pfosten des ans Tabellenende rutschenden Klubs. Am neunten Spieltag wurde er bei der 1:3-Niederlage bei Hertha BSC via Roter Karte des Feldes verwiesen, anschließend etablierte sich Marko Johansson im Tor des niedersächsischen Klubs. Nachdem die Eintracht zudem im Januar 2025 Ron-Thorben Hoffmann auf Leihbasis für die Rückrunde vom FC Schalke 04 zurückgeholt hatte, wurde Grills Leihe dorthin vorzeitig beendet. Stattdessen wurde er von Union an den Zweitligisten SpVgg Greuther Fürth verliehen, weil sich dort der den verletzt ausfallenden Stammkeeper Nahuel Noll vertretende nominelle Ersatztorhüter Nils Körber beim Rückrundenauftakt gegen SC Preußen Münster eine Oberschenkelverletzung zugezogen hatte.
Im Juli 2025 wechselte er zu Dynamo Dresden.

### Nationalmannschaft
Grill spielte in den deutschen Nationalmannschaften U16 bis U19. Er nahm an der U17-EM 2016 in Aserbaidschan teil, bei der er im Halbfinale gegen Spanien, das 1:2 verloren wurde, eingewechselt wurde.
Im April 2019 nahm er als Keeper der deutschen U21 an einem DFB-Elite-Torwartlehrgang in Bad Gögging unter der Leitung von Bundestorwarttrainer Andreas Köpke teil. Im September des Jahres kam er erstmals zum Einsatz. Stefan Kuntz berief ihn auch in den Kader für die Endrunde der Europameisterschaft 2021, er blieb jedoch ohne Einsatz. Das Finale der Endrunde gewann Deutschland mit 1:0 gegen Portugal und kürte sich somit zum Europameister.

## Erfolge
- U-21-Europameister: 2021